# The Trooper (2005)
The Trooper è un singolo degli Iron Maiden pubblicato in differenti formati il 15 agosto 2005 per promuovere il loro live-album Death on the Road anche se non contiene brani tratti dagli stessi concerti da cui è stato registrato l'album.

## Tracce

### Vinile 7"
1. The Trooper (live in Dortmund 2003) - 4:13
2. Another Life (live in Reykjavík 2005) - 5:11

### Vinile 12"
1. The Trooper (live in Dortmund 2003) - 4:13
2. The Trooper (original studio version) - 4:12
3. Murders in the Rue Morgue (live in Reykjavik 2005) - 3:23

### Enhanced CD
1. The Trooper (live in Dortmund 2003) - 4:13
2. The Trooper (original studio version) - 4:12
3. Prowler (live in Reykjavík 2005) - 4:24